# Тьерню
Тьерню́ (фр. Thiernu) — коммуна во Франции, находится в регионе Пикардия. Департамент коммуны — Эна. Входит в состав кантона Марль. Округ коммуны — Лан.
Код INSEE коммуны — 02742.

## Население
Население коммуны на 2010 год составляло 110 человек.
| 1962 | 1968 | 1975 | 1982 | 1990 | 1999 | 2010 |
| ---- | ---- | ---- | ---- | ---- | ---- | ---- |
| 220  | 188  | 174  | 155  | 145  | 128  | 110  |

## Экономика
В 2010 году среди 77 человек трудоспособного возраста (15—64 лет) 61 были экономически активными, 16 — неактивными (показатель активности — 79,2 %, в 1999 году было 61,4 %). Из 61 активных жителей работали 53 человека (32 мужчины и 21 женщина), безработных было 8 (4 мужчины и 4 женщины). Среди 16 неактивных 3 человека были учениками или студентами, 7 — пенсионерами, 6 были неактивными по другим причинам.